# L'Impartial (Indochine française)
Pour les articles homonymes, voir L'Impartial.
L'Impartial est un journal francophone de Saïgon publié dans l'entre-deux-guerres. D'abord publié à Phnom Penh, il est racheté en 1917 par Ernest Outrey, qui l'a transféré à Saïgon et en a offert le poste de rédacteur en chef au journaliste Henry Chavigny de Lachevrotière. Ce sera un des journaux français les plus lus de Saïgon.